# Dwójnik

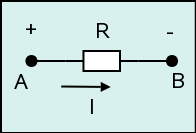
Dwójnik rezystancyjny z oznaczeniem polaryzacji

Dwójnik czyli jednowrotnik – element (układ) elektroniczny, który posiada dwa zaciski (końcówki), które przy pełnym włączeniu elementu do obwodu staną się dwoma węzłami.

## Klasyfikacja dwójników
Dwójniki dzielimy na:
- dwójnik pasywny - czyli posiadający zdolność akumulacji lub rozpraszania energii, jest to taki dwójnik dla którego całkowita doprowadzona energia jest zawsze nieujemna i nie zależy od charakteru prądu i napięcia na zaciskach dwójnika, w dwójniku pasywnym do chwili doprowadzenia napięcia do jego zacisków, nie płynie prąd - przykładowo opornik, cewka, kondensator
- dwójnik aktywny - niespełniający warunków dwójnika pasywnego, źródło energii - przykładowo bateria

lub:
- dwójnik liniowy - dający się opisać równaniem liniowym algebraicznym lub liniowym różniczkowym
- dwójnik nieliniowy - opisywany przez równanie algebraiczne nieliniowe i różniczkowe nieliniowe, właściwości dwójników nieliniowych określa się za pomocą charakterystyki prądowo-napięciowej - przykładowo cewka z rdzeniem ferromagnetycznym